# 159826 Knapp
159826 Knapp è un asteroide della fascia principale. Scoperto nel 2003, presenta un'orbita caratterizzata da un semiasse maggiore pari a 3,0683016 UA e da un'eccentricità di 0,1301863, inclinata di 7,69356° rispetto all'eclittica.